# Mistrovství Evropy juniorů v atletice 2011

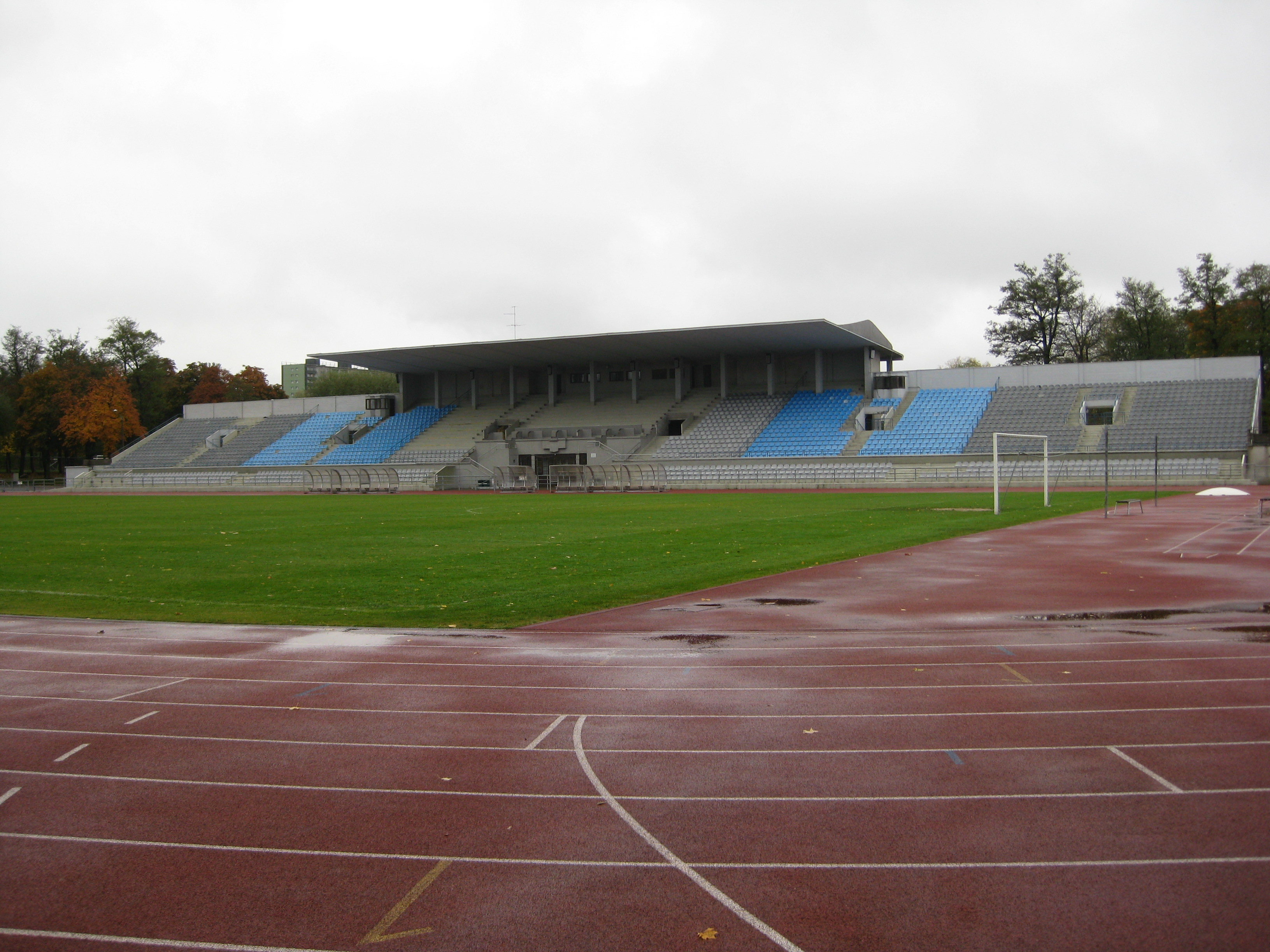
Kadrioru stadium v Tallinnu

21. Mistrovství Evropy juniorů v atletice – sportovní závod organizovaný EAA se konal v estonském Tallinnu. Závod se odehrál ve dnech 21. července – 24. července 2011.

## Výsledky

### Muži
| Soutěž            | Zlato                                                                                        | Výkon    | Stříbro | Výkon    | Bronz | Výkon    |
| 100 m             | Jimmy Vicaut                                                                                 | 10,07    | Adam Gemili                                                                                                 | 10,41    | David Bolarinwa                                                                                                 | 10,46    |
| 200 m             | David Bolarinwa                                                                              | 21,07    | Pierre Vincent                                                                                              | 21,22    | Jeffrey John | 21,24    |
| 400 m             | Marcell Deák-Nagy                                                                            | 45,42    | Nikita Uglov                                                                                                | 46,01    | Michele Tricca                                                                                                  | 46,09    |
| 800 m             | Pierre-Ambroise Bosse                                                                        | 1:47,14  | Žan Rudolf                                                                                                  | 1:47,73  | Johan Rogestedt                                                                                                 | 1:47,88  |
| 1500 m            | Adam Cotton                                                                                  | 3:43,98  | Thomas Solberg Eide                                                                                         | 3:44,70  | Alexander Schwab                                                                                                | 3:44,82  |
| 5000 m            | Gabriel Navarro                                                                              | 14:07,06 | Bartosz Kowalczyk                                                                                           | 14:07,17 | Jonathan Hay | 14:07,78 |
| 10 000 m          | Gabriel Navarro                                                                              | 30:02,18 | Emmanuel Lejeune                                                                                            | 31:35,19 | Szymon Kulka | 31:50,13 |
| 110 m překážek    | Jack Meredith                                                                                | 13,50    | Andy Pozzi                                                                                                  | 13,57    | Rəhim Məmmədov                                                                                                  | 13,78    |
| 400 m překážek    | Varg Königsmark                                                                              | 49,70    | Stef Vanhaeren                                                                                              | 50,01    | José Reynaldo Bencosme de Leon                                                                                  | 50,30    |
| 3000 m překážek   | Ilgizar Safiullin                                                                            | 8:37,94  | Muhammet Emin Tan                                                                                           | 8:46,74  | Martin Grau | 8:48,79  |
| Štafeta 4 × 100 m | Francie Vincent Michalet Jimmy Vicaut Jeffrey John Ken Romain                                | 39,35    | Spojené království Dannish Walker-Khan Sam Watts Adam Gemili David Bolarinwa Jordan Kirby-Polidore (rozběh) | 39,48    | Polsko Konrad Donczew Kamil Supiński Kamil Bijowski Tomasz Kluczyński                                           | 40,42    |
| Štafeta 4 × 400 m | Itálie Michele Tricca Paolo Danesini Alberto Rontini Marco Lorenzi Vito Incantalupo (rozběh) | 3:06,46  | Rusko Jevgenij Chochlow Radel Kašefrazov Dienis Niesmašnij Nikita Uglov Maxim Jeriemin (rozběh)             | 3:07,47  | Německo Varg Königsmark Lukas Schmitz Lukas Hamich Johannes Trefz Tobias Becker (rozběh) Niklas Müller (rozběh) | 3:08,56  |
| Chůze na 10 000 m | Hagen Pohle                                                                                  | 40:43,73 | Ihor Laszczenko                                                                                             | 41:10,43 | Luís Alberto Amezcua                                                                                            | 41:34,13 |
| Skok do výšky     | Nikita Aniščzenkov                                                                           | 2,27 m   | Janick Klausen                                                                                              | 2,25 m   | Gianmarco Tamberi                                                                                               | 2,25 m   |
| Skok o tyči       | Émile Denecker                                                                               | 5,50 m   | Kévin Menaldo                                                                                               | 5,50 m   | Didac Salas | 5,40 m   |
| Skok daleký       | Sergej Morgunov                                                                              | 8,18 m   | Tomasz Jaszczuk                                                                                             | 8,11 m   | Jevgenij Antonov                                                                                                | 7,83 m   |
| Trojskok          | Alexandr Jurčenko                                                                            | 16,31 m  | Murad İbadullayev                                                                                           | 16,25 m  | Georgi Conov | 15,90 m  |
| Vrh koulí         | Krzysztof Brzozowski                                                                         | 20,92 m  | Daniele Secci                                                                                               | 20,45 m  | Christian Jagusch                                                                                               | 19,80 m  |
| Hod diskem        | Lukas Weißhaidinger                                                                          | 63,83 m  | Danijel Furtula                                                                                             | 63,54 m  | Benedikt Stienen                                                                                                | 62,33 m  |
| Hod kladivem      | Quentin Bigot                                                                                | 78,45 m  | Sergiu Marghiev                                                                                             | 76,60 m  | Elias Håkansson                                                                                                 | 74,99 m  |
| Hod oštěpem       | Zigismunds Sirmais                                                                           | 81,53 m  | Marcin Krukowski                                                                                            | 79,19 m  | Pavel Mialeška                                                                                                  | 76,59 m  |
| Desetiboj         | Kévin Mayer                                                                                  | 8 124    | Matthias Brugger                                                                                            | 7 853    | Johannes Hock                                                                                                   | 7 806    |

### Ženy
| Soutěž            | Zlato | Výkon    | Stříbro | Výkon    | Bronz | Výkon    |
| 100 m             | Jodie Williamsová                                                                                           | 11,18    | Jamile Samuelová                                                                                                   | 11,43    | Tatjana Pinto | 11,48    |
| 200 m             | Jodie Williamsová                                                                                           | 22,94    | Jamile Samuelová                                                                                                   | 23,31    | Jennifer Galaisová | 23,55    |
| 400 m             | Bianca Răzorová                                                                                             | 51,96    | Julija Jurenia | 53,03    | Madiea Ghafoorová | 53,73    |
| 800 m             | Anastasija Tkaczuková                                                                                       | 2:02,73  | Rowena Coleová | 2:03,43  | Ajwika Malanovová | 2:03,59  |
| 1500 m            | Amela Terzićová                                                                                             | 4:15,40  | Ciara Mageeanová                                                                                                   | 4:16,82  | Ioana Doagă | 4:20,73  |
| 3000 m            | Amela Terzićová                                                                                             | 9:17,61  | Esma Aydemirová | 9:19,61  | Lisa Jäsertová | 9:30,23  |
| 5000 m            | Esma Aydemirová                                                                                             | 16:12,16 | Emelia Gorecka | 16:13,04 | Annabel Gummovová | 16:14,62 |
| 100 m překážek    | Nooralotta Neziri                                                                                           | 13,34    | Isabelle Pedersenová                                                                                               | 13,37    | Jekatierina Bleskina | 13,47    |
| 400 m překážek    | Věra Rudakovová                                                                                             | 57,24    | Aurélie Chaboudezová                                                                                               | 57,35    | Maeva Contionová | 58,03    |
| 3000 m překážek   | Gesa Felicitas Krause                                                                                       | 9:51,08  | Gulszat Fazlitdinovová                                                                                             | 9:56,98  | Elena Panaetová | 10:17,37 |
| Štafeta 4 × 100 m | Německo Alexandra Burghardt Katharina Grompe Tatjana Pinto Anna-Lena Freese                                 | 43,42    | Itálie Oriana De Fazio Irene Siragusa Anna Bongiorni Gloria Hooper                                                 | 44,52    | Spojené království Marylyn Nwawulor Bianca Williams Jennie Batten Jodie Williams Annie Tagoe (rozběh)                     | 45,00    |
| Štafeta 4 × 400 m | Spojené království Katie Kirková Lucy Jamesová Millie Cliffordová Kirsten Mcaslanová Zoey Clarková (rozběh) | 3:35,29  | Polsko Patrycja Wyciszkiewicz Małgorzata Hołub Justyna Święty Magdalena Gorzkowska Agnieszka Karczmarczyk (rozběh) | 3:35,35  | Německo Sabrina Häfele Stefanie Gotzheinová Kim Carina Schmidtová Christina Zwirnerová Maike Schachtschneiderová (rozběh) | 3:36,26  |
| Chůze na 10 000 m | Jelena Lašmanovová                                                                                          | 42:59,48 | Světlana Vasiljevová                                                                                               | 44:52,98 | Anna Jerminová | 46:49,00 |
| Skok do výšky     | Marija Kučinová                                                                                             | 1,95 m   | Airinė Palšytė | 1,91 m   | Nadja Kampschulte | 1,88 m   |
| Skok o tyči       | Angelica Bengtssonová                                                                                       | 4,57 m   | Lili Schnitzerlingová                                                                                              | 4,20 m   | Natalja Diemidienko | 4,20 m   |
| Skok daleký       | Lena Malkusová                                                                                              | 6,40 m   | Alina Rotaruová | 6,36 m   | Polina Jurčenko | 6,11 m   |
| Trojskok          | Jana Borodina                                                                                               | 14,00 m  | Kristiina Mäkelä                                                                                                   | 13,67 m  | Hanna Ałeksandrovová | 13,14 m  |
| Vrh koulí         | Lena Urbaniaková                                                                                            | 16,31 m  | Anna Wloka | 16,23 m  | Anna Rühová | 16,01 m  |
| Hod diskem        | Shanice Craftová                                                                                            | 58,65 m  | Anna Rühová | 58,10 m  | Viktorija Kloczko | 54,03 m  |
| Hod kladivem      | Barbara Špilerová                                                                                           | 67,06 m  | Kıvılcım Kaya | 66,74 m  | Alexia Sedych | 65,02 m  |
| Hod oštěpem       | Liina Laasma                                                                                                | 55,99 m  | Līna Mūze | 55,83 m  | Laura Henkelová | 55,37 m  |
| Sedmiboj          | Dafne Schippersová                                                                                          | 6 153    | Sara Gambetta | 6 108    | Laura Ikaunieceová | 6 063    |

## Medailové pořadí
| Umístění | Stát               | Zlato | Stříbro | Bronz | Celkem |
| -------- | ------------------ | ----- | ------- | ----- | ------ |
| 1.       | Rusko              | 8     | 4       | 6     | 18     |
| 2.       | Německo            | 7     | 4       | 12    | 23     |
| 3.       | Spojené království | 6     | 5       | 4     | 15     |
| 4.       | Francie            | 6     | 3       | 4     | 13     |
| 5.       | Španělsko          | 2     | 0       | 2     | 4      |
| 6.       | Srbsko             | 2     | 0       | 0     | 2      |
| 7.       | Polsko             | 1     | 5       | 2     | 8      |
| 8.       | Turecko            | 1     | 3       | 0     | 4      |
| 9.       | Itálie             | 1     | 2       | 3     | 6      |
| 10.      | Nizozemsko         | 1     | 2       | 1     | 4      |
| 11.      | Rumunsko           | 1     | 1       | 2     | 4      |
| 11.      | Ukrajina           | 1     | 1       | 2     | 4      |
| 13.      | Lotyšsko           | 1     | 1       | 1     | 3      |
| 14.      | Finsko             | 1     | 1       | 0     | 2      |
| 14.      | Slovinsko          | 1     | 1       | 0     | 2      |
| 16.      | Švédsko            | 1     | 0       | 2     | 3      |
| 17.      | Estonsko           | 1     | 0       | 0     | 1      |
| 17.      | Maďarsko           | 1     | 0       | 0     | 1      |
| 17.      | Rakousko           | 1     | 0       | 0     | 1      |
| 20.      | Belgie             | 0     | 2       | 0     | 2      |
| 20.      | Norsko             | 0     | 2       | 0     | 2      |
| 22.      | Ázerbájdžán        | 0     | 1       | 1     | 2      |
| 22.      | Bělorusko          | 0     | 1       | 1     | 2      |
| 24.      | Černá Hora         | 0     | 1       | 0     | 1      |
| 24.      | Dánsko             | 0     | 1       | 0     | 1      |
| 24.      | Irsko              | 0     | 1       | 0     | 1      |
| 24.      | Litva              | 0     | 1       | 0     | 1      |
| 24.      | Moldavsko          | 0     | 1       | 0     | 1      |
| 29.      | Bulharsko          | 0     | 0       | 1     | 1      |
| Celkem   | Celkem             | 44    | 44      | 44    | 132    |